# Бартечко, Родольфо
Родольфо Бартечко (пол. Rodolfo Barteczko; 12 ноября 1910, Куритиба, в некоторых источниках, Лапа — 13 марта 1988, Рио-де-Жанейро), известный под именем Патеско (порт.-браз. Patesko) — бразильский футболист, левый нападающий. Участник чемпионатов мира 1930, 1934 и 1938 годов.

## Биография
Родольфо Бартечко родился в Куритибе, в семье поляка и немки. В других источниках указано, что он родился в Германии в семье польского мигранта, а переехал в Бразилию в детстве. В некоторых источниках указано, что Бартечко сын поляка и австрийки, в других, что он сын поляка, эмигрировавшего из Австрии. Ещё в одном источнике указано, что Бартечко родился в Вене. Прозвище Патеско он получил ещё в детстве, из-за того, что бразильцам было трудно выговаривать польскую фамилию Бартечко.
Бартечко начал играть за клуб «Палестра Италия» в своём родном штате Парана в 1929 году и провёл там три сезона, выиграв в 1932 году чемпионат штата Парана, по другим данным он там уже не играл к моменту победы. Затем был клуб «Гремио Форса-е-Лус» из Риу-Гранди-ду-Сул, а потом уругвайский «Насьональ», с которым Патеско выиграл два чемпионата страны. В 1934 году Патеско перешёл в «Ботафого», дебютировав 9 декабря 1934 года в матче с «Васко да Гамой». На следующий год нападающий помог клубу выиграть чемпионат Федерального округа, а также был участником первого тура «Ботафого» за рубежом, в котором команда играла в Мексике и США. Бартечко выступал за клуб до 1943 года, проведя 237 матчей и забив 102 гола, в некоторых источниках — 243 матча. Последним матчем в составе команды стал матч, сыгранный 4 сентября против «Флуминенсе». Также в 1941 году Патеско провёл одну игру за «Атлетико Минейро», в котором его команда обыграла со счётом 3:2 клуб «Санта-Крус».
После окончания футбольной карьеры, Патеско долгое время работал на ипподроме. Он умер от туберкулёза в больнице Курисика в Рио, в возрасте 77 лет.

## Достижения
- Чемпион Федерального округа (1891—1960): 1935
- Чемпион Уругвая (2): 1933, 1934